# ماكس كاليش
ماكس كاليش (بالإنجليزية: Max Kalish)‏ هو نحات أمريكي، ولد في 1 مارس 1891 في Valozhyn ‏ في روسيا البيضاء، وتوفي في 18 مارس 1945.

## معرض صور

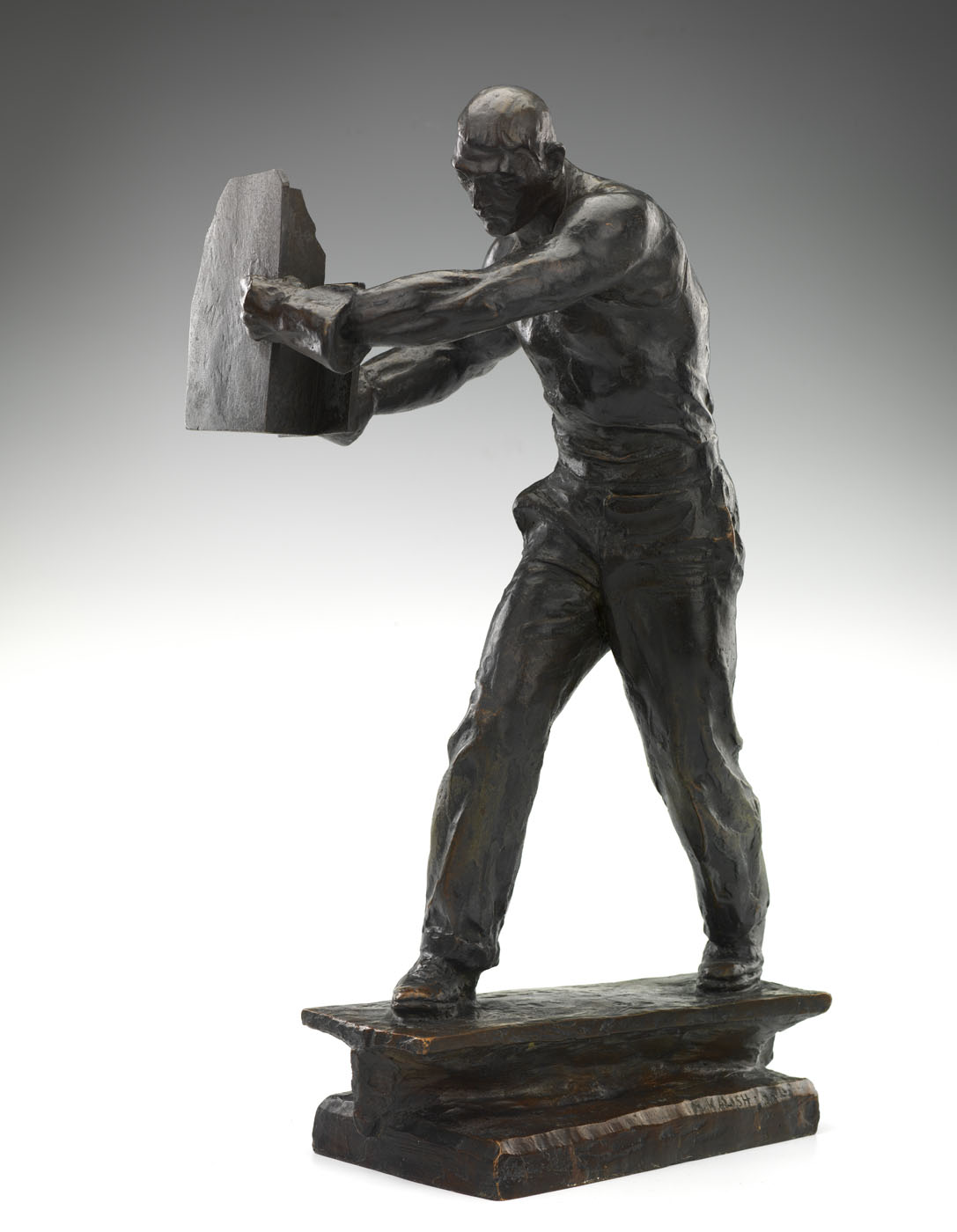
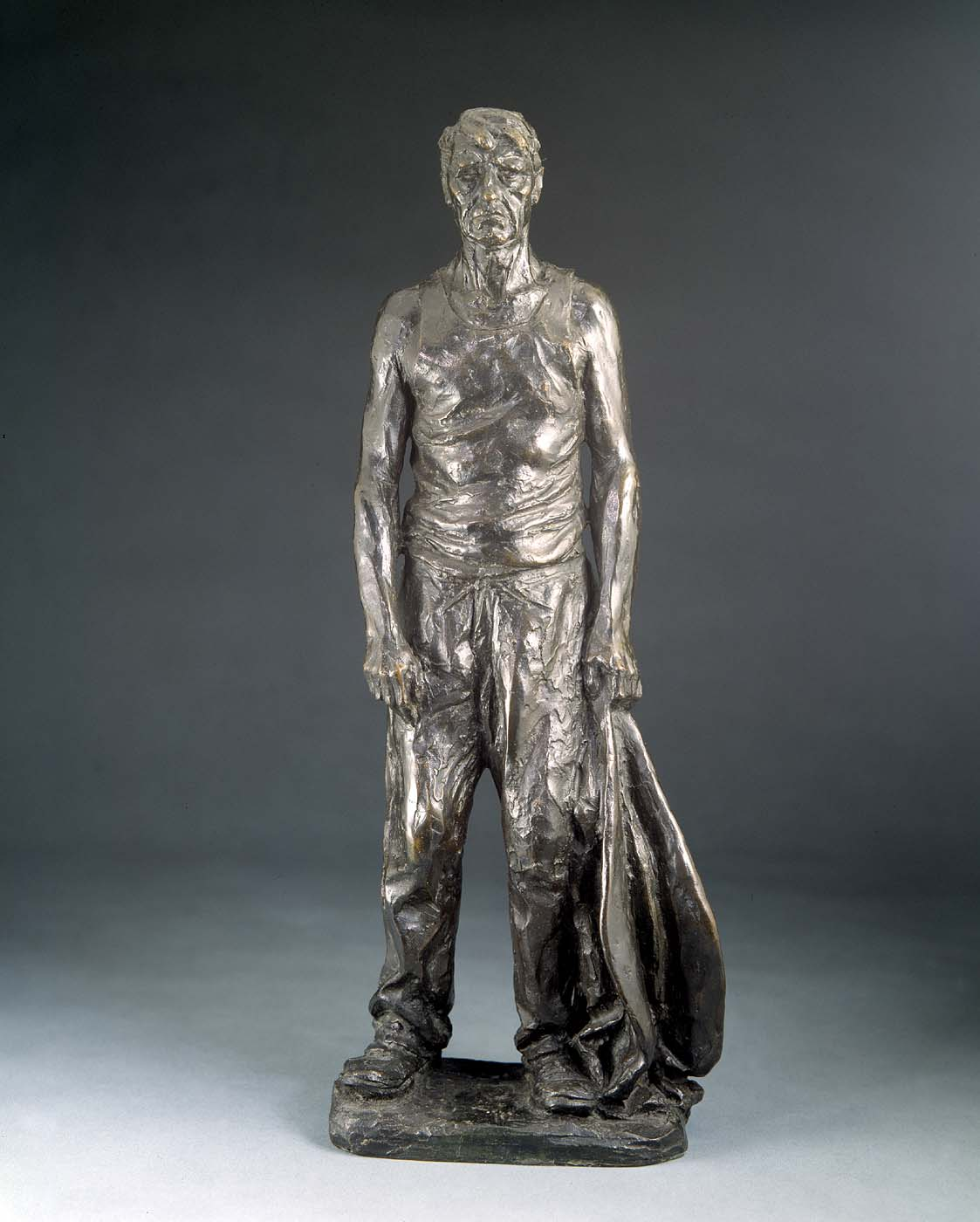
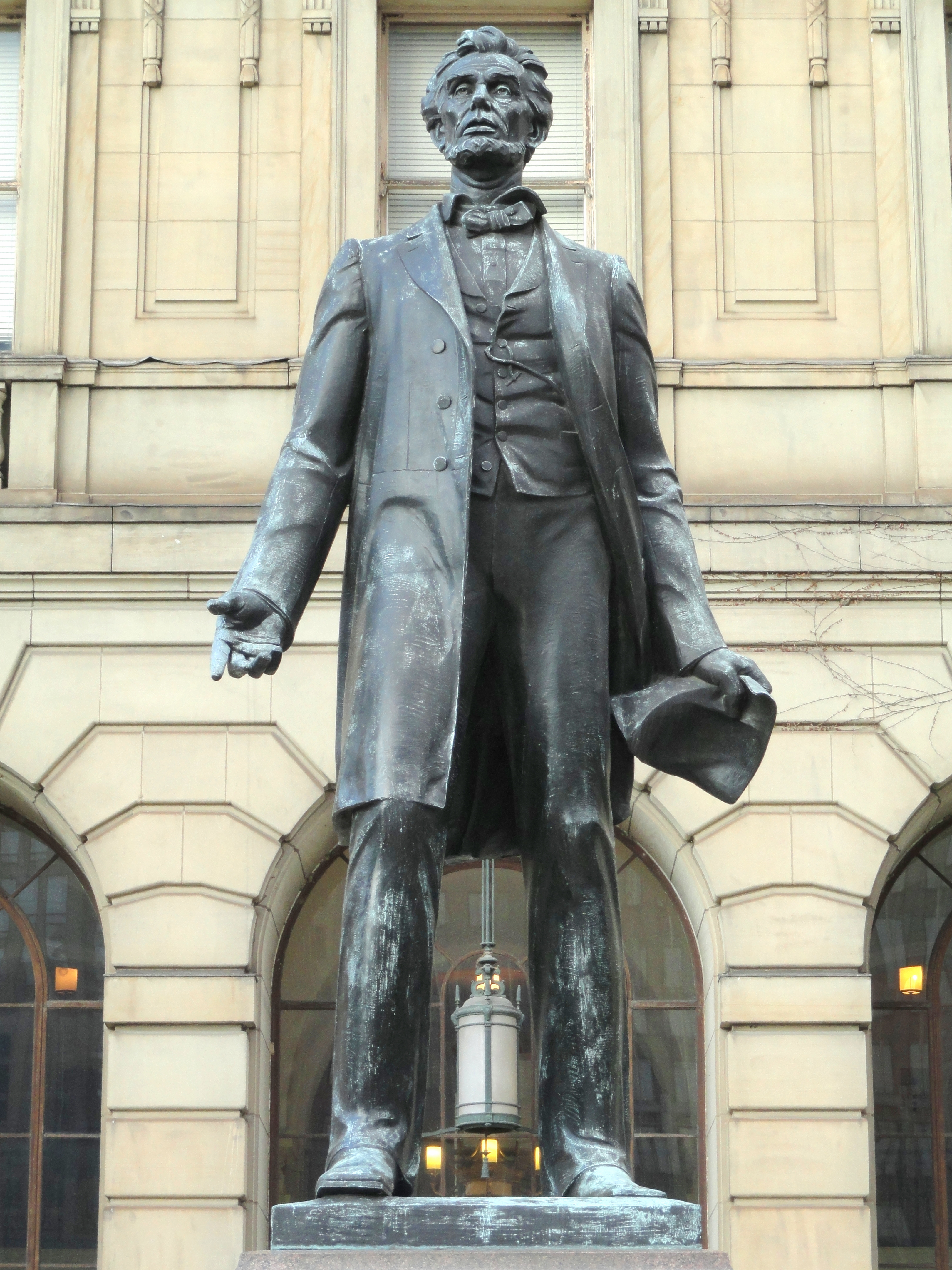